# Молон (узурпатор)
Молон (на старогръцки: Mόλων, Molon, † 220 пр.н.е.) е генерал, узурпатор и цар на Вавилония от 222 до 220 пр.н.е.
Молон е първо сатрап на Мидия, издига се през 223 пр.н.е. при Селевкидския цар Антиох III на генерален управител на горните сатрапии, за да управлява царството в отсъствие на Антиох, който тръгнал на поход против Египет. През 222 пр.н.е. Молон и брат му Александър, който е сатрап на Персис се бунтуват. Молон се издига на цар и сече набързо монети. През 221 пр.н.е. Молон побеждава войската на Ксеноит, и завладява територията от Ефрат до Иран.
През късната есен 220 пр.н.е. Антиох III идва от Египет и побеждава Молон, който се самоубива след това. Неговият брат Неолаос избягва в Персис, където убива майка си, децата на Молон и себе си. Брат му Александър също се самоубива.